# Ejner Hugo Augsburg
Ejner Hugo Augsburg (født 26. april 1892 i Roskilde, død 26. oktober 1971 i København) var en dansk officer, palæforvalter og kammerjunker, bror til H.V. Augsburg.
Han var søn af justitsråd, apoteker Jannik Augsburg (død 1930) og hustru Emilie f. Hansen (død 1929), blev premierløjtnant 1916, kaptajn 1931 og oberstløjtnant 1940. Augsburg gennemgik Hærens Gymnastikskole 1919-20 og kursus på Skydeskolen for Håndvåben 1929-30. Han gjorde tjeneste ved 1., 5., 6. og 9. regiment samt ved Den Kongelige Livgarde; var chef for 7. bataljon, Vordingborg 1940-45 og for 1. livgardebataljon 1945-51. Han blev stillet til rådighed for Livgarden 1951 og fik afsked 1952. Samme år blev Augsburg udnævnt til palæforvalter ved Amalienborg og stod i nr. i reserven indtil 1957.
Han deltog i moderne femkamp sammen med danske officerer i de olympiske lege i Antwerpen 1920; deltog i internationale officersfægtestævner i Holland 1922 og 1927, i Frankrig 1923 og i Ungarn 1929 samt i de danske militære idrætsstævner.
Han var Ridder af Dannebrog, Dannebrogsmand og dekoreret med Ridderkorset af Italiens Kroneorden, Stort Æreskors af Oranje Husorden og Ridder af 1. klasse af Sankt Olavs Orden.
Han blev gift 11. november 1927 med skuespillerinde Aase Ulrich (19. oktober 1900 på Frederiksberg - 7. marts 1996 i København), datter af oberstløjtnant Kay Ulrich og hustru kgl. kammersangerinde Emilie Ulrich.